# Martyna Trajdosová
Martyna Trajdosová (* 5. dubna 1989 Bełchatów) je německá zápasnice – judistka polské národnosti.

## Sportovní kariéra
Pochází z polského města Bełchatów. Její rodiče odjeli po pádu železné opony za prací do Německa. S judem začínala ve 12 letech v Hamburku pod vedením Michaela Laxe. Připravuje se v nedalekém v klubu Eimsbütteler Turnverband. V širším výběru německé reprezentace se pohybovala od roku 2009 v polostřední váze do 63 kg. V roce 2013 nahradila na pozici reprezentační jedničky končící Claudii Malzahnovou. V roce 2015 nečekaně zvítězila v silné konkurenci na Evropských hrách v Baku. V roce 2016 se kvalifikovala na olympijské hry v Riu, ale nevyladila optimálně formu a vypadla v úvodním kole s domácí Marianou Silvaovou.

### Vítězství
- 2012 – 1× světový pohár (Sofia)
- 2013 – 1× světový pohár (Čching-tao)
- 2015 – 1× světový pohár (Kano Cup)
- 2017 – 1× světový pohár (Jekatěrinburg)

## Výsledky
| Olympijské hry     | —  |   |    |    | —   |     |    |     | úč. |    |    |  |  |  |  |  |  |  |  |  |  |  |  |  |
| Mistrovství světa  |    | — | —  | —  |     | 7.  | 7. | úč. |     | 5. |    |  |  |  |  |  |  |  |  |  |  |  |  |  |
| Evropské hry       |    |   |    |    |     |     |    | 1.  |     |    |    |  |  |  |  |  |  |  |  |  |  |  |  |  |
| Mistrovství Evropy | —  | — | —  | —  | úč. | úč. | 7. | 1.  | —   | 5. | 3. |  |  |  |  |  |  |  |  |  |  |  |  |  |
| ME do 23 let       | —  | — | 3. | 3. |     |     |    |     |     |    |    |  |  |  |  |  |  |  |  |  |  |  |  |  |
| MS juniorů         | —  |   |    |    |     |     |    |     |     |    |    |  |  |  |  |  |  |  |  |  |  |  |  |  |
| ME juniorů         | 5. |   |    |    |     |     |    |     |     |    |    |  |  |  |  |  |  |  |  |  |  |  |  |  |